# His Ward's Love
His Ward's Love è un cortometraggio muto del 1909 diretto da David W. Griffith.

## Trama
Il reverendo Howson spinge la sua pupilla a sposarsi. Ma lei, vedendolo baciare un oggetto che le appartiene, si rende conto che il tutore è innamorato di lei.

## Produzione
Il film fu prodotto dall'American Mutoscope & Biograph.

## Distribuzione
Il copyright del film, richiesto dall'American Mutoscope and Biograph Co., fu registrato il 13 febbraio 1909 con il numero H122930.
Distribuito dall'American Mutoscope & Biograph, il film uscì nelle sale il 15 febbraio 1909, programmato in split reel con un altro cortometraggio di Griffith, The Curtain Pole.
Non si conoscono copie ancora esistenti della pellicola che viene considerata presumibilmente perduta.